# 알티몬타누스대서양림쥐
알티몬타누스대서양림쥐(Delomys altimontanus)는 비단털쥐과에 속하는 남아메리카 설치류이다. 브라질의 토착종이다.

## 특징
작은 설치류로 머리부터 몸까지 평균 몸길이는 134±12mm이고, 평균 꼬리 길이는 123±14mm이다. 평균 발 길이는 31±2mm, 평균 귀 길이는 32±2mm이다. 털은 부드럽고, 길며 무성하다. 등 쪽의 털은 붉은 갈색이고, 옆면을 따라 밝고 오렌지색을 띠며 목덜미에서 꼬리 밑면까지 척추뼈를 따라 약간 뚜렷한 색이 이어진다.

## 분포 및 서식지
브라질 미나스제라이스주와 리우데자네이루 만티쿠에이라 산악 지대의 고지대에서만 알려져 있다. 해발 1880~2500m 숲에서 서식한다.